# Litanije Blažene Djevice Marije
Litanije Blažene Djevice Marije (lat. Litaniae Beatae Virginis Mariae), poznatije i kao Lauretanske litanije (lat. Litaniae Lauretanae) ili u obratu Litanije lauretanske, također i Litanije Majke Božje, katolička su liturgijska i izvanliturgijska, pjevana ili recitirana marijanska pobožnost tj. litanije koje se mole na čast Blažene Djevice Marije. Nazvane su prema marijanskomu svetištu u Loretu, u kojemu su se prve molile, a najraniji zapis potječe iz Dillingena iz 1558. Jedna su od najraširenijih marijanskih pobožnosti. Izvorne zazive litanija službeno je odobrio papa Siksto V. 1587., a nekolicina papa ih je nadopunila (zadnji put 2021.)
Dopuna konstitucije Enchiridion Indulgentiarum iz 2004. udjeljuje djelomični oprost vjernicima za pobožnu molitvu litanija.

## Vanjske poveznice
|  | Wikizvor ima izvorni tekst Litanije lauretanske |